# Hjuvi
Hjuvi – A Rhapsody In Time  is een muziekalbum van de Nederlandse band Nits in samenwerking met het Radio Symfonie Orkest onder leiding van Jan Stulen.
Gelijktijdig met de opnames van het Nits-album Ting werkte de band, en dan voornamelijk toetsenist Robert Jan Stips, aan een klassieke compositie. Er was al enige jaren sprake van een dergelijk project, maar het duurde lang voordat het rond kwam.
De klassiek geschoolde Stips schreef het merendeel van de muziek, uitzonderingen zijn een stuk voor alleen percussie-instrumenten (gecomponeerd door Nits drummer Rob Kloet) en de vier stukken met zang. Deze stukken zijn geschreven door de drie Nits-leden en zijn voor orkest gearrangeerde versies van nummers bedoeld voor het album Ting. Twee nummers (Cars And Cars en Night Falls) staan daadwerkelijk ook op beide albums, terwijl de twee andere nummers (Room #3 en Moved By Her) in de oorspronkelijke band-versies uitgebracht werden als B-kantjes op de single van Cars And Cars.
Het thema van het album is de tocht van een jongetje, genaamd Hjuvi, door verschillende kamers van een huis. Iedere kamer heeft zijn eigen sfeer, gevoel van tijd en is beïnvloed door een bepaalde componist of stijl.
Hjuvi werd drie keer volledig uitgevoerd. Tweemaal gebeurde dit in het Concertgebouw in Amsterdam met het Radio Symfonie Orkest. Veronica zond hiervan een tv-registratie uit. Een jaar later werd Hjuvi in Winterthur in Zwitserland uitgevoerd door een Zwitsers orkest. In 1994 zou het nogmaals uitgevoerd worden in Enschede samen met het Orkest van het Oosten, maar dit werd afgeblazen. Enkele composities werden in 2003 uitgevoerd met het Residentie Orkest.

## Musici
- Henk Hofstede – zang
- Rob Kloet – percussie
- Robert Jan Stips – piano
- Radio Symfonie Orkest o.l.v. Jan Stulen

## Composities
Alle nummers: Stips, behalve Room #5 Room for Percussion (Kloet) en Room #3, Room #7 Moved By Her, Room #9 Cars And Cars, Room #11 Night Falls (Hofstede, Stips, Kloet).
1. Room # 1 Introduction (3:21) (geïnspireerd door Johann Sebastian Bach)
2. Part 2 The Breathing Orchestra I (1:27)
3. Part 3 (3:16) (geïnspireerd door George Gershwin)
4. Room # 2 Audindes (5:56) (geïnspireerd door Sergej Rachmaninov)
5. Room # 3 (3:53) (alternatieve title: Write, band versie uitgebracht op de Cars And Cars cd-single)
6. Room # 4 Frandiden Part 1 (2:40) (geïnspireerd door Sofia Goebaidoelina)
7. Frandiden Part 2 (4:17) (geïnspireerd door Erik Satie, Claude Debussy en Maurice Ravel)
8. Room # 5 Room for Percussion (6:05)
9. Room # 6 Energa Part 1 (2:58) (geïnspireerd door Arnold Schönberg en George Gershwin)
10. Energa Part 2 (1:22)
11. Room # 7 Moved by Her (3:18) (band versie uitgebracht op de Cars And Cars cd-single)
12. Room # 8 Reprise (2:25)
13. The Breathing Orchestra II (1:04)
14. The Breathing Orchestra III (0.37)
15. Room # 9 Cars & Cars (4:37) (geïnspireerd door Philip Glass, band versie uitgebracht op het Ting album)
16. Room #10 Pianata Part 1 (2:16) (geïnspireerd door Béla Bartók en Igor Stravinski)
17. Pianata Part 2 (2:11) (geïnspireerd door George Gershwin)
18. Room #11 Night Fall (3:16) (band versie uitgebracht op het Ting album)
19. Room #12 Coda (2:32)

Bij live-uitvoeringen start het optreden met Room #0 Silence (Solo For Conductor). Hierin zwaait de dirigent met zijn dirigeerstokje zonder dat er muziek volgt. Dit is niet op het album opgenomen. Het is wel onderdeel van de tv-registratie.

### Hitlijsten
| Album met eventuele hitnotering(en) in de Nederlandse Album Top 100 | Datum van verschijnen | Datum van binnenkomst | Hoogste positie | Aantal weken | Opmerkingen                                               |  |
| ------------------------------------------------------------------- | --------------------- | --------------------- | --------------- | ------------ | --------------------------------------------------------- |  |
| Mega Album Top 100                                                  | 1992                  |                       |                 |              | het eerste Nits-album sinds 1981 dat de lijst niet haalde |  |